# James Clark
James Frederick Clark (Keswick, 14 de março de 1855 — Parnaíba, 02 de setembro de 1920) foi um empresário anglo-brasileiro radicado na cidade piauiense de Parnaíba, no Brasil.

## Biografia
Anglicano, filho dos ingleses James Clark e Harriet Clark, James Frederick Clark nasceu em 14 de março de 1855 na cidade de Keswick, na Inglaterra. Chegou no Brasil em 1869, aos 14 anos de idade desembarcando no porto de Fortaleza, Ceará, onde se dirigiria para cidade de Parnaíba, Piaui para trabalhar como aprendiz na Casa Inglesa, comandada por Paul Robert Singlehurst, conhecido pelos piauienses como "Paulo Inglês". Com a morte de Paulo Inglês, James se torna o único dono da Casa Inglesa em 1884.
Ele se foi casado com Anna Gonçalves Castello Branco com quem teve doze filhos: Hilda Castello Branco Clark, Ada Castello Branco Clark, Frederico Castello Branco Clark, Oscar Castello Branco Clark, Flora Castello Branco Clark, Reginaldo Castello Branco Clark, José Castello Branco Clark, Antônio Castello Branco Clark, Septimus Castello Branco Clark, Miguel Castello Branco Clark e Maria Castello Branco Clark. É avô do político José de Mendonça Clark.

## Casa Inglesa

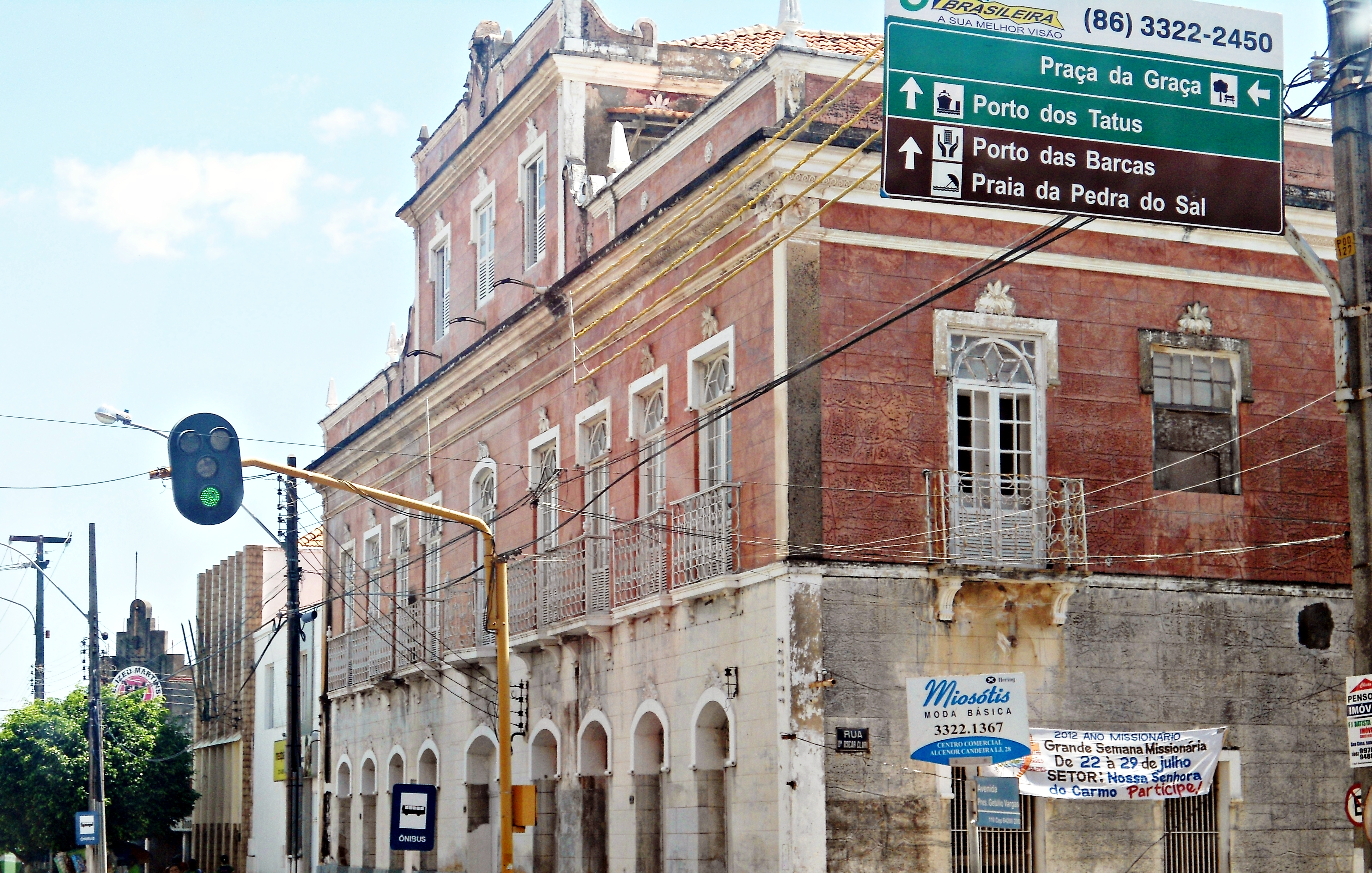
Casa Inglesa

Em 1814, na cidade Liverpool, na Inglaterra era fundada a matriz da empresa Casa Inglesa. Em 15 de maio de 1849, foi construída uma filial da empresa na cidade de Parnaíba, comandada pelo britânico Paul Robert Singlehurst e sob a razão social de Andrew Miller & Cia. No começo, a Casa Inglesa comercializava produtos tipicamente ingleses como uma grande variedade de tecidos, artigos de vestuário masculino e objetos feito de ferro, como por exemplo, facas, garços e panela. Já no comando de James Clark, a empresa passa a ter a razão social de James Frederick Clark S.A e novos produtos começam a ser comercializados e produzidos pela própria Casa Inglesa, como a cera de carnaúba sendo introduzida no mercado internacional. Os primeiros carros, tratores e jeeps do Piauí eram comercializado pela empresa. Em 1915, a Casa Inglesa passa a comercializar produtos feitos de petróleo e também é a responsável por trazer energia elétrica para alguns municípios do Piauí, Ceará e Maranhão.
A Casa Inglesa também promoveu empreendimentos na cidade como a construção do Estádio Petrônio Portela, construído com uma arquitetura semelhante aos estádios ingleses, em 1920.
Atualmente, o prédio onde funcionava a Casa Inglesa está tombado pelo patrimônio histórico. E tem como proprietária a Ingrid Clark, bisneta de James.

## Homenagens e dedicações
- James Clark é o nome de uma rua em Parnaíba.
- A cidade de Parnaíba ergueu uma estátua em formato da palmeira de carnaúba com o busto de James Clark.